# Hans Bode (Ingenieurwissenschaftler)
Hans Bode (* 13. Oktober 1947 in Siegen; † 8. Januar 2008 in Stellenbosch, Südafrika) war ein deutscher Ingenieurwissenschaftler. Er war international bekannt als Experte für Katalysatortechnik.

## Leben
Hans Bode absolvierte zunächst eine Lehre als Werkstoffprüfer bei den Stahlwerken Südwestfalen. Anschließend studierte er Hüttenwesen an der damaligen Staatlichen Ingenieurschule Dortmund sowie Metallkunde an der Technischen Universität Berlin. 1978 wurde er in Berlin mit der Arbeit Kristallformen primär erstarrter Antimon-Kristalle und SbSn-Kristalle in binären und ternären Legierungen am Fachbereich Werkstoffwissenschaften zum Dr.-Ing. promoviert. Er war anschließend wissenschaftlicher Mitarbeiter an der TU Berlin, am Battelle-Institut in Genf, am Max-Planck-Institut für Eisenforschung in Düsseldorf. Er wechselte später zu dem Kraftwerkbauer Interatom, einer Tochterfirma von Siemens.
1989 erhielt Bode einen Ruf auf den Lehrstuhl für Werkstofftechnik an die Gesamthochschule Universität Wuppertal, der heutigen Bergischen Universität Wuppertal. Er war mehrere Jahre Dekan des früheren eigenständigen Fachbereichs Maschinentechnik.
Er starb an den Folgen eines Herzinfarktes beim morgendlichen Jogging während eines Forschungsaufenthalt an der südafrikanischen Universität Stellenbosch. Bode lebte in Remscheid, wo er sich auch kommunalpolitisch (FDP) engagierte. Er war verheiratet und hatte zwei erwachsene Kinder.

## Wirken
Die Forschungsschwerpunkte von Hans Bode waren Eigenschaften und Veränderungen von Metall-Legierungen unter hohen Temperaturen in Auto-Abgassystemen. Sein Spezialgebiet waren die Abgaskatalysatoren sowohl mit der Entwicklung und Charakterisierung hochtemperatur-korrosionsbeständiger Legierungen als auch die Vorhersage ihrer Lebensdauer. Zum Fachgebiet hat er zahlreiche wissenschaftliche Arbeiten veröffentlicht.
Im Jahr 2000 wurde Bode als Kooperationspartner der Krupp VDM, dem Fraunhofer-Institut, Bremen, und der Emitec mit dem Stahl-Innovationspreis der Bundesrepublik Deutschland ausgezeichnet. 2003 erhielt er für seine neuesten Entwicklungen auf dem zukunftsträchtigen Gebiet der Kats für Dieselmotoren im Rahmen des "Zukunftswettbewerb Ruhrgebiet" des Landes NRW einen Preis.

## Schriften
- Hans Bode: Materials Aspects in Automotive Catalytic Converters, Wiley-VCH 2002, ISBN 3-527-30491-6